# Cineclub
Un cineclub és una associació per a la difusió de la cultura cinematogràfica, que organitza la projecció i comentari de determinades pel·lícules.
Els cineclubs presenten al públic diferents treballs audiovisuals mitjançant una programació organitzada i que busca la qualitat. Aquest propòsit es reforça a través de la utilització de programes de mà, fitxes d'informació o fins i tot assajos que recolzen el significat i valor de les seves exhibicions. A més, solen organitzar altres activitats, com exposicions o conferències sobre cinema. De vegades, les seves sessions comencen amb una presentació o introducció de la pel·lícula al públic assistent o acaben amb un debat sobre aquesta, de vegades amb l'assistència del seu realitzador.

## Etimologia
El terme cineclub prové del francès Cinéclub.

## Història dels cineclubs a Catalunya
En un país emmordassat culturalment durant 40 anys per la censura franquista, el cineclubisme va representar una mostra d'organització social des de les bases, molt activa, estesa i plural, que va crear espais de debat i difusió de tot aquell cinema que la dictadura negava.
Els orígens del cineclubisme es remunten a la segona dècada del segle xx, una època d'ebullició cultural. El 1929 va aparèixer el setmanari cultural Mirador, una de les primeres revistes que va incorporar una secció de crítica cinematogràfica firmada per Josep Palau. A la publicació no en tenien prou de promocionar el cinema d'autor des de la lletra escrita i, a partir del març del 1929, van organitzar les Sessions Mirador, on es projectaven films d'avantguarda, documentals, curtmetratges i pel·lícules de repertori menystingudes per les sales comercials.
Era el primer cop al país que es muntaven unes projeccions regulars, sense ànim comercial i amb el propòsit de difondre un tipus de cinema entès des de l'interès artístic, esperit que caracteritza el moviment cineclubista.
Aquest esperit va reaparèixer amb força un cop acabada la Guerra Civil i la postguerra, en plena dictadura. Entre els anys cinquanta i setanta, institucions i associacions de sensibilitats ben diverses d'arreu del país disposaven de cineclub propi: escoles, universitats, residències d'estudiants, ateneus, parròquies, col·legis professionals i instituts de cultura estrangers.
Entre aquestes destacaven el Cineclub Llanterna Màgica, que va impulsar Arnau Olivar a Perpinyà, el Cineclub Monterols, el Fòrum Vergés, el Cineclub Universitari... Eren espais de trobada per veure i xerrar sobre pel·lícules que no encaixaven als circuits comercials i/o oficials. Films polèmics o prohibits, obres mestres ignorades i grans títols recuperats de la història del cinema arribaven al país gràcies als cineclubs.
Aquests també funcionaven com a centres d'educació cinematogràfica i s'hi impartien cursos sobre història i llenguatge del setè art i, fins i tot, van donar sortida al cinema amateur que tanta tradició tenia al nostre país. Sense oblidar que, en moltes ocasions, la pel·lícula era una simple excusa per discutir sobre qualsevol qüestió política, social o ètica, i el cineclub es reafirmava així com un refugi en el qual s'expressaven inquietuds antifranquistes, hi havia llibertat d'expressió i s'utilitzava el català.
A partir del 1971, els cinèfils també van poder refugiar-se a les seus de la Filmoteca Nacional, al carrer Mercaders primer i després al carrer de la Cera. El 1981, la Filmoteca va passar a les mans de la Generalitat i va tornar a canviar de sala.
Amb l'arribada de la democràcia i la desaparició de la censura, semblava que l'existència dels cineclubs perdia sentit. Tanmateix, el 2010 la Federació Catalana encara comptava amb 50 entitats associades. En poblacions amb poques infraestructures culturals han passat a fer la mateixa funció que les sales de versió original o altres centres exhibidors de les grans ciutats. Sense oblidar que els cineclubs actuals també conserven la idea del cinema com a lloc de trobada davant de la relació individual i unidireccional que manté l'espectador del segle xxi amb la pantalla.